# Carmen Berenguer Núñez
Carmen Berenguer Núñez (castellà: Carmen Berenguer)  (Santiago de Xile, 9 de setembre de 1946 - Santiago de Xile, 16 de maig de 2024) va ser una poeta, artista audiovisual i cronista xilena. La seva poesia s'ha recollit en diverses antologies i va ser l'editora de les revistes Hoja X Ojo (1984) i Al Margen (1986).

## Obra publicada
- Bobby Sands desfallece en el muro (1983)
- Huellas de siglo (1986)
- A media asta (1988)
- Sayal de pieles (1993)
- Naciste pintada (1999)
- La gran hablada (2002)
- Chiiit, son las ventajas de la escritura, (2008)
- Mama Marx, (2009)
- Maravillas pulgares, (2009)
- Maravillas pulgares, (2012)
- Venid a verme ahora, (2012)